# Nadelhorn
O Nadelhorn é um cume nos Alpes valaisanos que atinge os 4327 m de altitude, pelo que faz parte de "os 4000 dos Alpes".
A primeira ascensão teve lugar a 16 de setembro de 1858, feita por Franz Andenmatten, B. Epiney, Aloys Supersaxo e J. Zimmermann.